# العلاقات المغربية المدغشقرية
العلاقات المغربية المدغشقرية هي العلاقات الثنائية التي تجمع بين المغرب ومدغشقر.

## شراكات
- في يوم 14 فبراير 2024، استقبل رئيس مجلس المستشارين النعم ميارة بالرباط، رئيس مجلس الشيوخ بجمهورية مدغشقر ريتشارد رافالومانانا؛ على هامش انعقاد المؤتمر البرلماني للتعاون جنوب-جنوب، حيث تم التأكيد على الرغبة المشتركة في إعطاء دينامية جديدة للعلاقات الثنائية وتعزيز التنسيق وتبادل الرؤى والتجارب بشأن القضايا الإستراتيجية الراهنة، وفي طليعتها قضايا التنمية والتحول الاقتصادي والتجارة والاستثمارات والتكنولوجيا والابتكار والأمن الطاقي والصحي والغذائي والمائي وفي مختلف المجالات؛ واستثمار كل الفرص والإمكانيات المتاحة.[6][7]

- في دجنبر 2023، أعلن أندري راجولينا، رئيس جمهورية مدغشقر بعد إعادة انتخابه لولاية ثانية، عن استعداد بلاده لافتتاح سفارة في المملكة المغربية، مجدّدا التأكيد على دعم مدغشقر لسيادة المغرب على صحرائه، ورغبته في ضخ روح جديدة في العلاقات الثنائية "الممتازة" وتعزيزها على مستوى مختلف القطاعات سيّما النقل الجوي وتشجيع الاستثمارات.[8]

جاء ذلك، على هامش استقبال رئيس مجلس النواب، راشيد الطالبي العلمي، يوم 16 دجنبر 2023 بالقصر الرئاسي يافولوها بأنتاناناريفو، من قبل رئيس جمهورية مدغشقر، أندري راجويلينا، الذي تمت إعادة انتخابه للمرة الثانية، في حفل أقيم في العاصمة، وحضره حوالي 50 ألف شخص، من بينهم عدد من رؤساء الدول والحكومات والبرلمانات في أكبر ملعب في الجزيرة الواقعة في المحيط الهندي.

## مقارنة بين البلدين
هذه مقارنة عامة ومرجعية للدولتين:
| وجه المقارنة                                              | المغرب                                 | مدغشقر                      |
| --------------------------------------------------------- | -------------------------------------- | --------------------------- |
| المساحة (كم2)                                             | 710.85 ألف                             | 587.04 ألف                  |
| عدد السكان (نسمة)                                         | 36.07 مليون                            | 25.57 مليون                 |
| الكثافة السكانية (ن./كم²)                                 | 50.74                                  | 43.56                       |
| العاصمة                                                   | الرباط                                 | أنتاناناريفو                |
| اللغة الرسمية                                             | اللغة العربية، أمازيغية معيارية مغربية | اللغة الملغاشية، لغة فرنسية |
| العملة                                                    | درهم مغربي                             | أرياري مدغشقري              |
| الناتج المحلي الإجمالي (بليون دولار)                      | 109.14 مليار                           | 11.50 مليار                 |
| الناتج المحلي الإجمالي (تعادل القوة الشرائية) بليون دولار | 274.06 مليار                           | 35.51 مليار                 |
| الناتج المحلي الإجمالي الاسمي للفرد دولار أمريكي          | 2.88 ألف                               | 401                         |
| الناتج المحلي الإجمالي للفرد دولار أمريكي                 | 7.49 ألف                               | 1.44 ألف                    |
| مؤشر التنمية البشرية                                      | 0.628                                  | 0.510                       |
| رمز المكالمات الدولي                                      | +212                                   | +261                        |
| رمز الإنترنت                                              | .ma                                    | .mg                         |
| المنطقة الزمنية                                           | ت ع م+01:00                            | ت ع م+03:00                 |

## منظمات دولية مشتركة
يشترك البلدان في عضوية مجموعة من المنظمات الدولية، منها:
| علم المنظمة | اسم المنظمة                               | تاريخ انضمام المغرب | تاريخ انضمام مدغشقر |
| ----------- | ----------------------------------------- | ------------------- | ------------------- |
|             | وكالة ضمان الاستثمار متعدد الأطراف        | 17 سبتمبر 1992      | 8 يونيو 1988        |
|             | البنك الإفريقي للتنمية                    | ?                   | ?                   |
|             | منظمة الشرطة الجنائية الدولية             | ?                   | ?                   |
|             | منظمة حظر الأسلحة الكيميائية              | ?                   | ?                   |
|             | منظمة التجارة العالمية                    | 1995                | ?                   |
|             | الفريق المعني برصد الأرض                  | ?                   | ?                   |
|             | البنك الدولي للإنشاء والتعمير             | 25 أبريل 1958       | 25 سبتمبر 1963      |
|             | الأمم المتحدة                             | 12 نوفمبر 1956      | 20 سبتمبر 1960      |
|             | الاتحاد الأفريقي                          | ?                   | ?                   |
|             | مؤسسة التمويل الدولية                     | 30 أغسطس 1962       | 27 سبتمبر 1963      |
|             | يونسكو                                    | 7 نوفمبر 1956       | 10 نوفمبر 1960      |
|             | مؤسسة التنمية الدولية                     | 29 ديسمبر 1960      | 25 سبتمبر 1963      |
|             | الاتحاد البريدي العالمي                   | ?                   | ?                   |
|             | المركز الدولي لتسوية المنازعات الاستشارية | 10 يونيو 1967       | 14 أكتوبر 1966      |
|             | الاتحاد الدولي للاتصالات                  | 1 نوفمبر 1956       | 11 مايو 1961        |

## وصلات خارجية
- موقع وزارة الخارجية المغربية